# Valeriana stricta
Valeriana stricta là một loài thực vật có hoa trong họ Kim ngân. Loài này được Clos miêu tả khoa học đầu tiên năm 1847.